# Марий Плотий Сацердот
Ма́рий Пло́тий (или Кла́вдий) Сацердо́т (лат. Marius Plotius/Claudius Sacerdos; III век) — древнеримский грамматик III века.

## Биография
О личности Сацердота нет никаких сведений. Известно лишь о его работе «Искусство грамматики» в трёх книгах. При её составлении Сацердот использовал труды своих предшественников. Первая книга посвящена частям речи и риторике, особое внимание уделяется дефектам речи и принципам перевода. Во второй части речь идёт о склонении и синтаксисе. Третья книга раскрывает вопросы метрики на примерах из греческого языка и латыни. Марий Плотий Сацердот стал первым грамматиком, который отметил, что глагол имеет четыре склонения, а не три, как считалось раньше.